# Большая Азаровка
Большая Азаровка — деревня в Вяземском районе Смоленской области России. Входит в состав Исаковского сельского поселения. Население — 16 жителей (2007).
Расположена в восточной части области в 20 км к востоку от Вязьмы, в 23 км восточнее автодороги Р132 Вязьма — Калуга — Тула — Рязань, на берегу реки Молодки. В 2 км южнее деревни расположена железнодорожная станция Исаково на линии Вязьма — Калуга.

## История
В годы Великой Отечественной войны деревня была оккупирована гитлеровскими войсками в октябре 1941 года, освобождена в марте 1943 года.